# David Tecchler
David Tecchler (Lechbruck am See, 1666 ca. – Roma, 1747 ca.) è stato un liutaio tedesco naturalizzato italiano, considerato il più importante della scuola romana.

## Biografia
Nacque a Lechbruck, vicino a Füssen (Augusta) dove si ipotizza abbia appreso i rudimenti della sua arte. Alcuni studiosi (tra cui Steiner e Poidras) riportano di una sua permanenza lavorativa a Salisburgo e Venezia, ma non è chiaro a quali fonti facciano riferimento.
Quel che è certo è che si trasferì a Roma negli ultimi anni del XVII secolo, con fonti che attestano la sua presenza in città almeno a partire dal 1694. A Roma, in quel periodo, i soli liutai di un certo rilievo erano Alberto Platner (1642/3–1713), di cui fu probabilmente apprendista, ed il genero di questi, Georg Tännigar (1664/1666-post 1735). Nell'ultima parte del secolo la richiesta di strumenti ad arco a Roma e nel resto d'Italia era cresciuta esponenzialmente, motivo per cui Tecchler si inserì rapidamente nel mercato.
Tra il 1699 e il 1711 visse nei pressi di San Biagio della Fossa (nell'area di Piazza Navona), mantenendo fino al 1703 un laboratorio in Via dei Leutari, 16.
Seguono due traslochi nel 1720 e nel 1730, ma sempre all'interno del rione Ponte, nei pressi della chiesa dei Santi Celso e Giuliano. Quella zona era in quell'epoca un nucleo fondamentale di Roma, poiché era l'unico collegamento tra il centro e il Vaticano. Tecchler fu infatti, come il suo allievo Michele Platner, membro della Guardia Svizzera.
Sposato con Agnes de Dominici, ebbe 10 figli, di cui solo uno sopravvisse fino all'età adulta. Poco altro si sa, tale è l'esiguità delle fonti, sulla sua vita personale.

## Produzione
La produzione di Tecchler mostra l'influenza dei modelli di Jacobus Stainer, pur arrivando a discostarsene anche vistosamente: la sua produzione, più che in altri liutai dell'epoca, rivela infatti un gusto spiccatamente personale. Alcuni particolari rivelano inoltre influenze della scuola cremonese e veneziana. È conosciuto ed apprezzato soprattutto per i violoncelli (circa 50), molti dei quali sono oggi usati da affermati solisti. In gran parte, questi strumenti sono di grandi dimensioni e molti sono stati ridotti nella taglia nel corso del XIX e XX secolo. I violini sono anche di eccellente qualità, in particolare quelli del periodo della maturità. I primi esemplari, ossia quelli più aderenti al modello di Stainer sono, seppur pregevoli, meno interessanti.

Scrive su Tecchler Karel Jalovec:
"Ha costruito strumenti nella forma grande di Amati, pur con la curvatura del piano armonico nello stile di Stainer. Gli angoli sono allungati in modo caratteristico, i ricci scolpiti con grazia: la filettatura, piuttosto ampia, è ben rifinita; le "effe", piccole ma piuttosto aperte, sono disegnate secondo il modello di Stainer. Il legno è selezionato attentamente e presenta un aspetto elegante, rifinito con una meravigliosa vernice gialla o giallo-rossa di eccellente qualità. I violoncelli sono rosso-marrone o rosso scuro. I contrabbassi, di grande taglia, sono parimenti molto buoni. La sua produzione è ampia e ci ha lasciato un considerevole numero di strumenti."

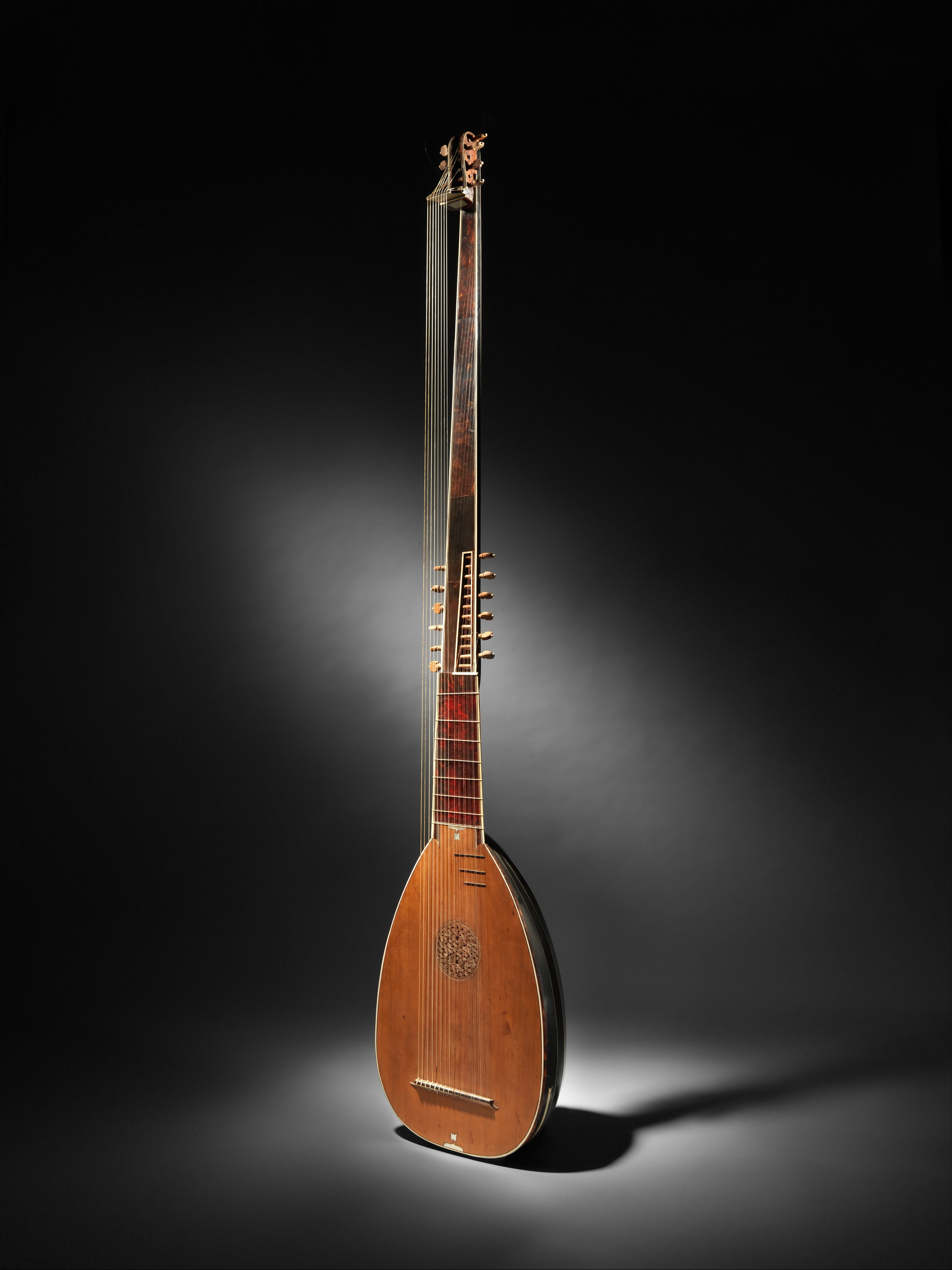
Un arciliuto David Tecchler (1725 ca.) conservato al Metropolitan Museum of Art.

La sua produzione comprende alcuni eccellenti contrabbassi e invece pochissime viole: sull'etichetta di una di queste, datata 1730, viene riportato che tale esemplare è la terza viola che egli avesse costruito. Costruì inoltre alcuni liuti e mandolini.

### Alcuni strumenti
- Violoncello David Tecchler "ex-Roser" (Roma, 1723) suonato da Robert Cohen
- Violoncello David Tecchler "ex-Feuermann" (Roma, 1741) suonato da Martha Babcock
- Violoncello David Tecchler "ex-Duke of Edinburgh" (Roma, 1703) suonato da Anthony Elliott
- Violoncello David Tecchler "Lynn Harrell" (Roma, 1711) appartenuto a Lynn Harrell
- Violoncello David Tecchler (Roma, 1696 ca.) appartenuto a Jacqueline du Pré
- Violoncello David Tecchler "Bedetti" (Roma, 1720)
- Violoncello David Tecchler "Wahl, Soyer" (Roma, 1713)
- Violoncello David Tecchler "Schumacher" (Roma, 1706) suonato da Denis Brott (di proprietà del Canada Council for the Arts)
- Violoncello David Tecchler (Roma, 1713) suonato da Franz Bartolomey
- Violoncello David Tecchler (Roma, 1727) suonato da Matthias Bartolomey
- Violoncello David Tecchler (Roma, 1714 ca.) suonato da Guy Johnston
- Violoncello David Tecchler (Roma, 1701) suonato da Anne Martindale Williams
- Violoncello David Tecchler (Roma, 1704) suonato da Guy Fishman
- Violoncello David Tecchler (Roma, 1697) suonato da Toke Møldrup (di proprietà della Augustinus Fonden)
- Violoncello David Tecchler (1715) suonato da Alexey Stadler
- Violoncello David Tecchler (Roma, 1730) suonato da Yehuda Hanani (precedentemente di proprietà della famiglia Mendelssohn)
- Violoncello David Tecchler (Roma, 1730) suonato da Marcy Rosen (precedentemente di proprietà della famiglia del liutaio Jacques Francais)
- Violoncello David Tecchler (Roma, 1698) suonato da Narek Hakhnazaryan (di proprietà della famiglia del liutaio Jacques Francais)
- Violoncello David Tecchler (1698) suonato precedentemente da Max Beitan
- Violoncello David Tecchler (Roma, 1700 ca.) suonato da Miriam Prandi (di proprietà della Fondazione Pro Canale)
- Violino David Tecchler (Roma, 1726) suonato precedentemente da Ray Shows
- Violino David Tecchler (Roma, 1727) suonato da Gisella Curtolo
- Violino David Tecchler (Roma, 1741) suonato da Giovanni Fabris
- Violino David Tecchler (Roma, 1721) suonato da Elise Liu (di proprietà del Fondo Strumentale Francese)
- Viola David Tecchler "Heller" (Roma, 1726)